# Кобильников Олександр Семенович
Олекса́ндр Семе́нович Кобильников (? — ?) — український радянський діяч, шахтар, новатор виробництва, вибійник, прохідник шахти № 19—20 тресту «Горлівськвугілля» Сталінської (Донецької) області. Депутат Верховної Ради УРСР 5—6-го скликань. Член ЦК ВЛКСМ у 1958—1962 роках.

## Біографія
З 1950-х років — вибійник, прохідник шахти № 19—20 тресту «Горлівськвугілля» міста Горлівки Сталінської (Донецької) області.
Член КПРС.
У 1963 році спільно з Кузьмою Севериновим здійснив поїздку до Сполучених Штатів Америки.
Співавтор книжки:
- Северинов К. А., Кобыльников А. С. Америка разная. — М., Молодая гвардия, 1964. — 128 с. с илл. (Ровесник шагает по планете). (рос.)

## Нагороди
- ордени
- медалі
- заслужений шахтар Української РСР